# Martín Vicente (Éjeme)
Martín Vicente es un núcleo del municipio de Éjeme, en la provincia de Salamanca que, en la actualidad, cuenta con solo un habitante.

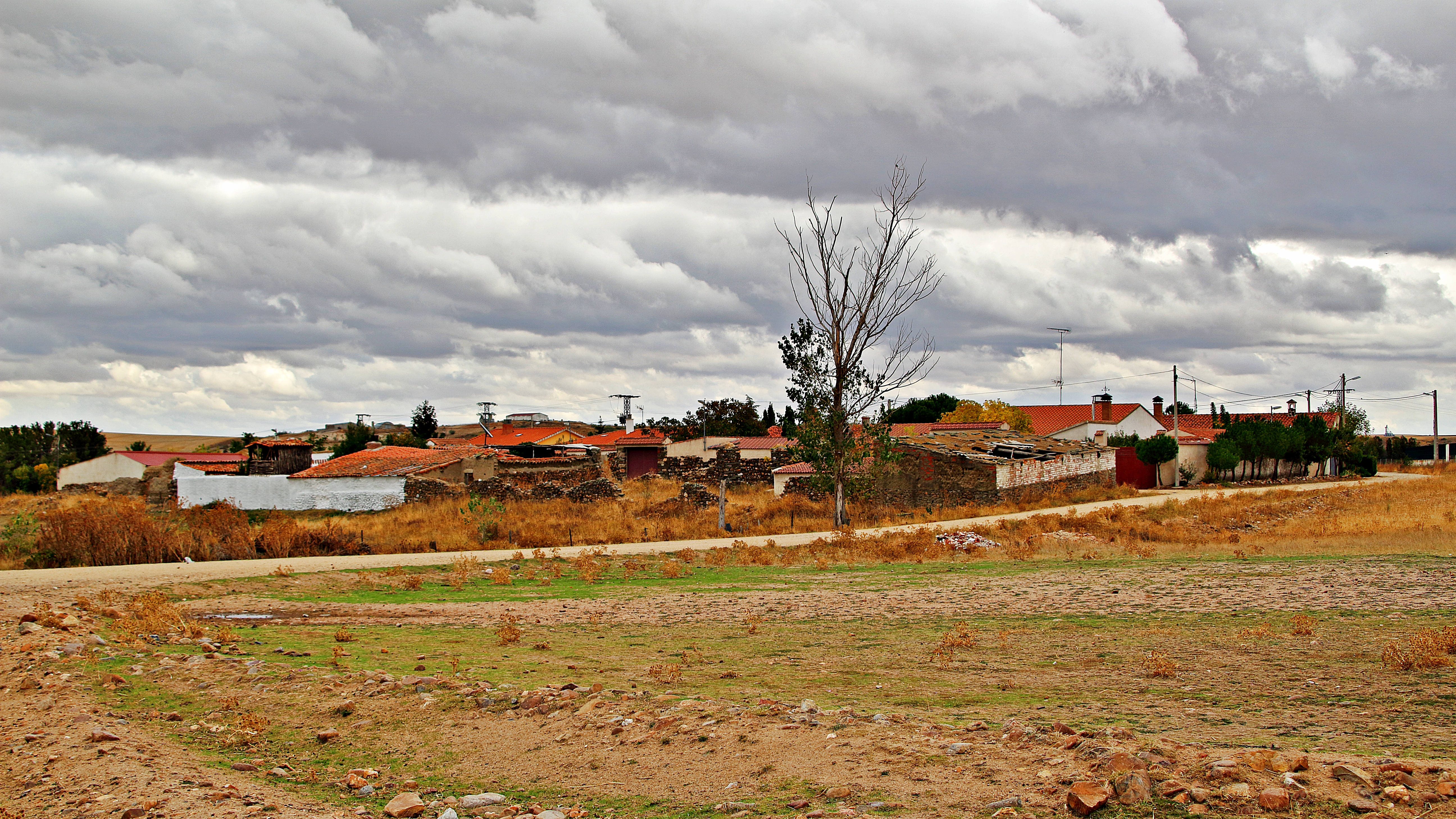
Vista panorámica de Martín Vicente (Éjeme)